# 落合橋 (長野市)
落合橋（おちあいばし）は、長野県長野市大豆島 - 若穂牛島の犀川・千曲川に架かる長野県道34号長野菅平線の橋長948.2 m（メートル）の桁橋。

## 概要
長野県管理の橋梁の中で4番目に長い橋である。
- 形式 - 鋼12径間カンチレバー桁橋・鋼単純合成桁橋10連
- 橋格 - 1等橋（TL-20）
- 橋長 - 948.200 m[注釈 1]
  - 支間割
    - 単純桁部 - 30.05 m + 3×30.00 m +29.95  m
    - カンチレバー部 - 43.650  m + 80.650  m + 33.800  m + 78.500  m +  3 × ( 31.550 m + 72.400 m ) + 31.550 m + 61.700 m
- 有効幅員 - 6.000 m - 12.5 m
- 床版 - 鉄筋コンクリート
- 基礎 - ケーソン16基・重力式7基
- 施工 - 櫻田機械工業[注釈 2]
- 架設工法 - レッカー・ケーブルエレクション

## 歴史
1879年（明治12年）2月に牛島の船橋が架橋された。これは橋長128 m、幅員1.5 mの舟橋であった。これは、1914年（大正3年）10月には橋長145 m、幅員1.8 mの舟橋となった。
1922年（大正11年）2月1日に一部が木橋になった。
1929年（昭和4年）に幅員4 mの木橋となったが、1961年（昭和36年）6月27日に昭和36年梅雨前線豪雨によって千曲川が増水したことから撤去され、1965年（昭和40年）に流失した。
そして、永久橋となる現橋が1963年（昭和38年）6月から1966年（昭和41年）3月の工期で架設され、1966年（昭和41年）11月21日に開通した。これは完成当時長野県内最長の橋梁であった。この橋は、のちに、中央部で堤防道路との接続のため一部が幅員12.5 mまで拡幅されている。
落合橋は大豆島地区と若穂地区を繋ぐ上に中央部で堤防道路と接続することため交通量が多く、朝夕において渋滞が発生しており、県が対策を行ってきたが、今後も長野東バイパスの開通など交通量が増大傾向と考えられ、また架橋から50年以上が経過し老朽化が進行していることからその対策が架替を含め検討され、床版の土砂化や鋼材の腐食など老朽化が著しいこと、若穂スマートインターチェンジへのアクセス道路にもなることから、対策として架替事業が2022年度（令和4年度）の新規事業箇所に選定された。